# Herbert Mohring
Herbert Mohring (* 8. September 1928  in Buffalo, New York; † 4. Juni 2012 in Three Links, Northfield, Minnesota) war ein US-amerikanischer Wirtschaftswissenschaftler. Bekannt wurde er durch den nach ihm benannten Mohring-Effekt.
Herbert Mohring wuchs in Buffalo auf. Er graduierte am Williams College in Mathematik und Wirtschaftswissenschaft. Seinen Ph.D. erwarb er 1959 am Massachusetts Institute of Technology.
Zwischen 1961 und 1994 lehrte er an der University of Minnesota und hatte Lehraufträge an der Northwestern University, University of Toronto, Johns Hopkins University, National University of Singapore und der University of California-Irvine.

## Schriften
- Highway Benefits: An Analytical Framework. Literary Licensing LLC, 2012, ISBN 978-1-258-34978-3 (amerikanisches Englisch, Erstausgabe: Northwestern University Press, Evanston  1962).
- Transportation economics. Ballinger, Cambridge 1976, ISBN 0-88410-419-2 (amerikanisches Englisch).
- The Economics of Transport. Edward Elgar Publishing Ltd, 1994, ISBN 978-1-85278-186-6 (amerikanisches Englisch).